# Рашко Димитријевић
Рашко Димитријевић (Београд, 15. март 1898 — Београд, 30. јул 1988) био је српски књижевник, есејиста, професор универзитета и преводилац са француског и немачког језика на српски.

## Биографија
Рођен је у Београду, у чувеној улици "Код два бела голуба", у грађанској породице интелектуалаца. Деда је био лични лекар српског краља Петра Карађорђевића, а отац др Васа Димитријевић такође београдски лекар. Завршио је основну школу, Другу београдску гимназију и Филозофски факултет у родном граду. Матурирао је приватно због рата и болести 1918. године. Пре студија филозофије започео је студије медицине у Француској у Монпељеу, ћелећи да настави породичну традицију али је одустао. Наставничку каријеру је започео у Великом Бечкереку где је 1923. године постављен за "предметног учитеља" у тамошњој гимназији. Професор Реалне гимназије у Земуну 1924—1930, Реалке у Београду 1930-1938, Ликовне академије у Београду 1940—1949, уредник у Издавачком предузећу „Просвета” 1949—1955, предавач и виши предавач на Филолошком факултету у Београду (Катедра за Општу књижевност са теоријом књижевности) 1955—1968. Студирао у Монпељеу 1919—1920, Стразбуру и Паризу 1922—1923, боравио у Паризу 1927, 1955, 1961. и 1967. и Швајцарској 1959. Аутор две посебне публикације (Књига о планини, 1938, и Алфонс Доде и Прованса, 1939) и више студиозних предговора (о Ален-Фурнијеу, Госпођи де Севиње, Жоржу Дијамелу, Молијеру и др.). У часописима и дневним листовима објавио велики број песама, путописа, приказа и огледа (о Рилкеу, Доржелесу, Жаму, Шуберту, Сигрид Ундсет итд.). У листовима La Yougoslavie и L’Echo de Belgrade публиковани су преводи неколико одломака из Књиге о планинама и чланци писани на француском а необјављени на српском. Објавио је роман Ка висинама и ћутању 1982. и књигу есеја Са другима и собом 1984. Важио је за једног од најбољих беседника и преводилаца свога времена, ерудита, педагог, изузетан пијаниста и предавач.

## Преводилачки рад
Преводилачким радом почео је да се бави 1927. године. Један је од оснивача Удружења књижевних преводилаца Србије 1951. Међу његове најзначајније преводе спадају многа позната дела светске књижевности: Алфонс Доде: Малишан, 1930; Оноре де Балзак: Урсула Мируе, 1961, Евина кћи, 1935, Саразин, 1936; Жорж Санд: Ђавоља бара, 1935; Дени Дидро: Рамоов синовац, 1963 (са Хаимом Алкалајем), Фаталиста Жак и његов господар, 1947; Хајнрих фон Клајст: Земљотрес у Чилеу, 1950; Молијер: Смешне прециозе, 1952; Жан Касу: Лепа јесен, 1952; Ален Фурније: Велики Мон, 1953; Мадам де Севиње, Изабрана писма, 1953; Жан Жироду: Из провинције, 1965; Жорж Дијамел: Олујна ноћ, 1955, Хроника породице Паскије, I—VII 1957—1959 (са Слободаном А. Јовановићем); Франсоа Моријак: Тереза Декерју, 1956, Крај ноћи, 1956; Жан Ануј: Антигона. 1956; Волфганг Хилдесхајмер: Турандот, 1960; Фридрих Диренмат: Двојник, 1962; Пол Клодел: Размена, 1962. итд.